# Miskolc nemzetség
A Miskolc nemzetség, (Myscouch, Myskouch, Miscoucii, Miscouz) Borsod vármegye tősgyökeres nemzetsége, melynek egyik, a 12. században élt tagja Kálmán király idejében Borsod vármegye főispánja volt.

## Története
Anonymus 1210 körül írt krónikájában a nemzetség szállásterületét „terra Miskoucy” néven említette, a magyarok megtelepedéséről e vidéken pedig így írt:
Ezután a vezér (Árpád) és főemberei elhagyták Szerencset, s átkeltek a Sajó folyón azon a helyen, ahol a Hernád vize beleömlik. A Hejő vize mellett ütöttek tábort, egészen a Tiszáig és Emődig, s egy hónapig maradtak ott. A vezér még ott Böngérnek, Bors apjának nagy földet adott a Tapolca vizétől a Sajó folyóig, amelyet most Miskolcnak hívnak, azon kívül odaadta neki azt a várat, melyet Győrnek mondanak. Ezt a várat Böngér fia, Bors a maga várával, Borsoddal egy vármegyévé tette...
A nemzetség tagjai mai Borsod jórésze felett rendelkeztek és innen származik a régió neve (a „-d” nevekben használt régi birtokosjel). A szomszédos Abaúj már az Aba nemzetséghez tartozott.
Anonymus hagyománya szerint Bors, helyesebben Borsod a megye első ispánja volt, akiről Borsod vármegye a nevét nyerte, ez azonban nem Árpád, hanem jóval később Géza vagy István király idejében történhetett.
A nemzetségnek nevet adó Miskolc Bors utóda volt, aki a mai Miskolc helyén telepedett le és ő lett a nemzetség 11. századi ősapja. Ő építette a nemzetség közös monostorát is a közeli Tapolcán, Szent Péter tiszteletére, míg a távolabbi a Borsmonostor volt.
A nemzetség ősi birtokai is Miskolc körül terültek el; ezek Miskolc, Csaba és Mályi voltak, ezt bizonyítja, hogy ezek eladásánál léptek föl közösen a nemzetség tagjai.

## A nemzetség ismertebb tagjai
III. Béla 1194-ben a nemzetség egyik tagját, Domonkos bánt, a maga rokonának nevezte. Ő alapította a kéthelyi apátságot.
Domonkos bán fia, Bors, IV. Béla uralkodásának elején Borsod vármegye főispánja volt.
A nemzetség tagjai a csatatéren is kitűntek. Közülük Ponit (Panyt) II. András király bizalmi embere volt (utóbb bán és zalavármegyei főispán). Ő a tatárjárás idején és Szvesztiszláv bolgár cár ellen harcolva szerzett érdemeket. Ponyt vezette az 1259-ben Kubiláj tatár kánhoz menő küldöttséget. Fia, László 1280-ban a hódtavi csatában esett el; Mihály fiai, Péter és Sándor II. Ottokár cseh király ellen küzdöttek.
Egy bizonyos Sándor fia János szerepelt az 1311-ben kötött kassai egyezség alapján a városnak adott túszok között.
A Miskóc nemzetség.

## A nemzetség ágai
- Borsmonostori ág – Domokos bán (1194-1195) a királyi ház rokona volt. Velek dux leányát vette feleségül.

Ő alapította 1194-ben a Sopron vármegye délnyugati részén fekvő kedhelyi, más néven borsmonostori ciszterci apátságot, amelyhez 8 falut is adott. Még ebben az évben a királynak adta Borcha, vagy Barcza nevű öröklött földjét, amely helyett a Dorogma (Tiszadorogma) és Tiszabábolna között fekvő, ma már csak puszta Pély nevű falut kapta.
1237 évi végrendeletében is szép javakat adott a borsmonostori egyháznak. 1243 előtt utód nélkül halt el; birtokait az Ákos nembeli Ernye bán, majd tőle fia, Ákos István örökölte.
A Borsmonostori ág birtokai: 
Borsod megyében: Vadna, Ivánka és a ma már puszta Harnócz, Barcza és Karácsonyfalva volt.
Gömör megyében: A régi tornai uradalomból kialakított pelsőczi uradalom falvai: Pelsőc, Ardó, Lekenye, Kún-Taplócza, Somkút, Csetnek és az ismeretlen Mirk voltak.
Sopron megyében: a Borsmonostori apátságnak ajándékozott birtokai voltak.
Moson megyében: 2 falu; a Pozsonytól délre eső Flancendorf és a mellette fekvő Hetesér.
Komárom megyében: 1233-ig birtoka volt a Tata melletti Szomód, Usztancs, valamint Dunaszél.
Vas megyében: egy ideig Bors birtoka volt Ivánc és Viszák és 6 másik, ismeretlen helyen fekvő falu.
- Panitfi ág – birtokai: 1256-ban Panyit lemondott Csabán levő birtokrészének elővételi jogáról Munkucs fiai javára, majd 1263-ban megkapta a Miskolctól délre eső Bőcs (Bulch) egyharmadát, a fennmaradó kétharmad részt pedig megvásárolta.

Panyit, miután V. István Sárospatakra költözött, a király szolgálatába állt, hűsége és vitézsége folytán a király legkedvesebb embere lett.
Kétszer is járt követségben a tatároknál, megakadályozva azok betörését az országba, első alkalommal 1260-ban. A királyt követte Feketehalomra is, és ő fogatta el Ernei bánt is. Isaszegnél hősiesen harcolt, a bolgár háborúban pedig elfoglalta Plevnát. Ez érdemeiért V. István dobokai ispánná tette meg és 1268-ban jutalmul neki adta Mályi és Kistokaj egy részét, valamint a Tisza mellett (Tiszaszederkény és Kisfalud közt) fekvő Filto nevű halastavat, valamint 1265-ben Bala földet is. V. István trónra lépése után Panyitot szörényi bánná nevezte ki, 1270 szeptember elejéig, majd a Hahót nemzetség hűtlenné vált ágának megfékezésére Zalai ispánná tette meg és neki adta a Hahót Miklóstól elvett Zala megyei Pölöske és a Sopron megyei Feketeváros (Purbach) nevű várakat uradalmaikkal együtt, azonban később ezeket V. István hirtelen halála miatt kénytelen volt visszaadni, s elvesztette a zalai ispánságot is. 1274-ben már nem élt.
Panyit fiai: László, Miklós és II. Pál.
- László – hősi halált halt a hódtavi csatában nemes szolgájával Parasznyai Jánossal együtt.
- Miklós – 1285-ben több parasznyai (Perezna) nemesnek – hű szolgálataikért és részben a Borsod megyei Aranyos falu feléért – odaajándékozta az anyjától szerzett Szilágy megyei Bagos falu felét.
- II. Pál – róla csak 1281-ből maradt fenn adat.

Az 1320-1360-as évek adatai szerint a Szécsy család Miskolc vidékén Éleskő nevű várat bírt, melynek tartozékai közé tartozott Miskolc városa, Várad, Besenyő, Kis-Tokaj, Mályi, Bala és Tord, valamint Csaba, Bás és Visnyó falvak fele.
Mivel Éleskő vár tartozékai közül Miskolc, Mályi, Kis-Tokaj és Bala a Panyitfi ágé volt, ebből feltételezhetően ez az ág építette és birtokolta Éleskő várát is.
- Mikolay ág – Nevét a Valkó vármegyében virágzott Mikolay család után kapta. Az ág alapítója I. Füle, Kálmán herceg jegyzője 1231-ben, 1237-től 1241-ig pedig kancellárja volt, majd 1237-1245 között a zágrábi prépostságot bírta. I. Füle birtokait először Miskolc környékén szerezte, majd 1237-től Valkó vármegyében, főleg a Valkó folyó mellett.

I. Füle testvérei: Tamás és Péter voltak, kik közül Tamás ispán nevét Comes de Chay néven írták. Ő az Abaúj vármegyei Csájon (ma Alsó- és Felsőcsáj) lakott, de 1259-körül már Valkó vármegyében élt, mivel ekkor már az ide való Kórógyi család becsüseként említették.
- Gergelyföldi ág – Birtokai Sáros vármegyében voltak. Első ismert tagja: Munkucs volt, kinek fiai: Mihály (1245-1246) és Jakab (1256) voltak. Fiai közül Mihály leszármazottai vitték tovább az ágat.
- Nyéki ág - 1293-ig volt birtokos a Borsod megyei Nyéken és a közelében fekvő Farkas-Korha, vagy Kóroha faluban. Az ág első ismert őse Nagy Imre volt, kinek unokái Péter és Pál 1293-ban eladta Nyék, Majd Farkas-Korha egy részét is. Később Simonyi nevű birtokukért a Sajó melletti Csécs egy részét kapták cserébe.
- Csabai ág – Első ismert tagja I. Pál volt, aki Borsod-Csabán lakott.
- I. Pál ága – Fia: Miklós (1245), kinek fia Sándor (1256) Meghalt 1271 előtt. E Sándor neje volt Kaplyon Proxra, aki 1271-ben a Szatmár vármegyei Sályi falu egy részét kapta.
- Jaroszló ág – Első ismert tagjai Pál és Jaroszló voltak. Ez ág tagjai Miskolc mellett éltek.
- Kazai ág – Sajókazán volt birtokos.

## Egyes tagok
- Mihály (1221)
- Csépán (1221)
- Urbudin (1221)
- Jakab (1255) – fia: Domokos (1225)
- Miklós – fiai: Mikó (1234), Mike (1234), Atyusz (1234)
- Tota (1234)
- Dénes (1234)
- Drucey (1234)
- Herbert (1234)
- Sükösd (1234)
- Lukács (1234)
- Orbán (1234)
- I. Panyit (1230) – fiai: II. Panyit (1245-1246), Varasd – meghalt 1245 előtt.
- Pongrác – fiai: Miklós (1245-1246), Jákó (1245-1246)
- György – fia: Márton meghalt: 1271 előtt. Felesége Pél kenéz leánya volt.
- Simon
- Torna (1230 körül) – Neje Bochon volt, aki 1230 táján örökbe fogadta a Hont-Pázmány nemzetségbeli Paznant, és ráhagyta  a Debrecen városába olvadt Torna falut, melyben a boldogasszony egyház állt.